# Ceratophrys cranwelli
Ceratophrys cranwelli är en groddjursart som beskrevs av Barrio 1980. Ceratophrys cranwelli ingår i släktet Ceratophrys och familjen Ceratophryidae. IUCN kategoriserar arten globalt som livskraftig. Inga underarter finns listade i Catalogue of Life.